# ヴィエトリ・スル・マーレ
ヴィエトリ・スル・マーレ（イタリア語: Vietri sul Mare）は、イタリア共和国カンパニア州サレルノ県にある、人口約7,700人の基礎自治体（コムーネ）。
サレルノ市の西に隣接する町で、アマルフィ海岸の東端にあたる。

## 地理

### 位置・広がり
サレルノ県北西部に位置する町で、サレルノ湾に面する。県都サレルノから西南西へ約4km、アマルフィから東北東へ約11km、州都ナポリから南東へ約44kmの距離にある。アマルフィ海岸は、ヴィエトリ・スル・マーレより西、アマルフィを経てポジターノに至る一帯を指す。

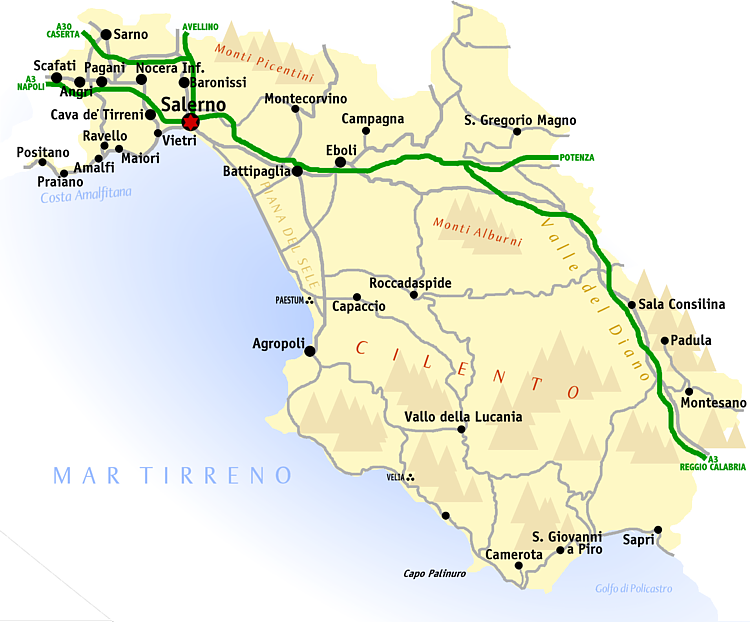
サレルノ県概略図

#### 隣接コムーネ
隣接するコムーネは以下の通り。
- カーヴァ・デ・ティッレーニ - 北
- サレルノ - 東
- チェターラ - 南西
- マイオーリ - 西

- チェターラから見たヴィエトリ
- 海から見たヴィエトリ

## 行政

### 分離集落
ヴィエトリ・スル・マーレには、以下の分離集落（フラツィオーネ）がある。
- Albori, Benincasa, Dragonea, Marina, Molina, Raito

## 産業
陶器を生産している。

## 文化・観光
分離集落 Albori は、「イタリアの最も美しい村」クラブに加盟している。

## 交通

### 道路
アウトストラーダ
- アウトストラーダ A3

国道
- SS18 (it:Strada statale 18 Tirrena Inferiore)
- SS163 (it:Strada statale 163 Amalfitana)